# Mackenzie Davis
Mackenzie Davis (Vancouver, Colúmbia Britànica, 1 d'abril de 1987) és una actriu canadenca. Va fer el seu debut a la pel·lícula Smashed (2012). Altres pel·lícules on ha participat són Breath In (2013), The F Word (2013), per la que va rebre un nominació als Canadian Screen Award i That Awkward Moment (2014). L'any 2015, va protagonitzar The Martian en el paper de Mindy Park. Va assistir a la Universitat McGill de Mont-real, Canadà. Va estudiar interpretació a la Neighborhood Playhouse de Nova York i ben aviat la va descobrir Drake Doremus que la va fer debutar a la pel·lícula Breath In.

## Pel·lícules
| Any  | Títol                          | Paper              | Notes |
| ---- | ------------------------------ | ------------------ | --- |
| 2012 | Smashed                        | Millie             | |
| 2013 | Breath In                      | Lauren Reynolds    | |
| 2013 | The F Word                     | Nicole             | Acadèmia – nominada pel Cinema canadenc i Premi Televisiu a la millor actriu secundària                                                                       |
| 2013 | Bad Turn Worse                 | Sue                | |
| 2013 | Plato's Reality Machine        | Sophia             | |
| 2013 | Moontown                       | Shayna             | Curtmetratge |
| 2014 | The Awkward Moment             | Chelsea            | |
| 2014 | Emptied                        | Charlotte Laurence | Curtmetratge |
| 2015 | Kitchen Sink                   | Petra Lane         | |
| 2015 | A country called home          | Reno               | |
| 2015 | Memory Box                     | Isabelle           | Pel·lícula curta |
| 2015 | The Martian                    | Mindy Park         | |
| 2016 | Always Shine                   | Anna               | Premi del Festival de Cinema de Tribeca a Millor Actriu Premi del Monster Fest a Millor Actuació en Llargmetratge (premi femení)                              |
| 2017 | Izzy Gets the F*ck Across Town | Izzy               | Premi especial del jurat - A Millor Actuació Emergent al Festival de Cinema de Napa Valley Premi del Jurat del Festival de Cinema de Tacoma a Millor Actuació |
| 2017 | Blade Runner 2049              | Mariette           | |
| 2018 | Tully                          | Tully              | |
| 2019 | Terminator: Dark Fate          | Grace              | |
| 2020 | The Turning                    | Kate               | Postproducció |
| 2020 | Happiest Season                |                    | Preproducció |
| 2020 | Irresistible                   |                    | Postproducció |

## Televisió
| Any   | Títol                     | Funció                 | Notes                            |  |
| ----- | ------------------------- | ---------------------- | -------------------------------- |  |
| 2012  | I just want my pants back | Episodi: "Safety nets" |                                  |  |
| 2014– | Halt and Catch Fire       | Cameron Howe           | Protagonista                     |  |
| 2016- | Black Mirror              |                        | Yorkie. Episodi 3.4 San Junipero |  |